# Mark Moser
Mark Moser (Saint Louis, 12 giugno 1966) è un ex giocatore di calcio a 5 statunitense.

## Carriera
Utilizzato nel ruolo di giocatore di movimento, come massimo riconoscimento in carriera ha la partecipazione con la nazionale di calcio a 5 degli Stati Uniti al FIFA Futsal World Championship 1996 in Spagna dove la nazionale nordamericana si è fermata al primo turno, eliminata nel girone comprendente Italia, Uruguay e Malaysia.